# Saint-Pierre-Laval
Saint-Pierre-Laval település Franciaországban, Allier megyében. Lakosainak száma 365 fő (2022. január 1.). Saint-Pierre-Laval Andelaroche, Arfeuilles, Châtelus, Droiturier, Saint-Bonnet-des-Quarts és Saint-Martin-d’Estréaux községekkel határos.

## Népesség
A település népessége az elmúlt években az alábbi módon változott:
| Lakosok száma | 533  | 468  | 416  | 367  | 381  | 373  | 357  | 349  | 347  | 365  |
|               | 1968 | 1982 | 1990 | 2006 | 2013 | 2015 | 2017 | 2019 | 2020 | 2022 |